# CS50 (Computerkurs)
CS50 ist ein Computerkurs. Seinen Ursprung hatte er an der Harvard University. Mittlerweile wird er als Seminar und als Einzelveranstaltung an verschiedenen Universitäten angeboten, darunter auch Yale, sowie der Onlinelernplattform edX unter dem Namen CS50x. Kursleiter ist David J. Malan. Computer Science 50 ist bezogen auf die Teilnehmer der größte Kurs der Harvard University.

## Beschreibung
Ab 2022 lehrt die Online-Version, CS50x genannt, die Programmiersprachen C, Python, SQL, HTML, CSS und JavaScript. Außerdem werden grundlegende Informatikkonzepte wie Arrays und Datenstrukturen sowie das Web-Framework Flask gelehrt. In der Version von 2021 wurden drei neue zusätzliche Vorlesungen über Computersicherheit, künstliche Intelligenz und die Technikethik eingeführt.
Zu weltweiter Bekanntheit gelangte CS50 durch prominente Absolventen wie Susan Wojcicki, die Vorstandschefin von YouTube war. Der Kurs ist Plattform für Gastredner wie Steve Ballmer oder Mark Zuckerberg.
Der Kurs erfährt Rezeption beispielsweise in Dokumentarfilmen über den amerikanischen Wissenschaftsbetrieb wie Ivory Tower. Zudem ist der Kurs Gegenstand wissenschaftlicher Betrachtungen bei Vorträgen und in referenzierten Journalen.

## Nachfolgekurse
CS50 bietet mehrere Folgekurse an, die nach der Absolvierung von CS50x getätigt werden können. Dazu gehören:
- CS50 Computer Science für Webprogrammierung – ein vertiefender Einblick in HTML, CSS und JavaScript, sowie auch Frameworks wie Flask und Django.[5]
- CS50's Einführung zu Künstlicher Intelligenz mit Python – beinhaltet Themen wie Such-Algorithmen, Maschinelles Lernen und Künstliche Intelligenz.[6]
- CS50's Einführung zu Spieleentwicklung – Einführung in die Spiel-Engines Unity und Löve 2D, sowie Prinzipien der 2D- und 3D-Spieleentwicklung.[7]
- CS50's Einführung zu Datenbanken mit SQL – Eine Einführung, Datenbanken und Datenstrukturen zu erstellen und manipulieren, sowie Aufgaben zu automatisieren.[8]

## Anfängerkurse
CS50 bietet auch Kurse an, die für Leute mit wenigen, bis gar keine Computerkenntnisse sind. Dazu gehören:
- CS50's Einführung in Scratch – Eine Einführung in die Welt des Programmierens, vermittelt durch Scratch, eine Visuelle Programmiersprache, wo man durch das Verbinden von Codeblöcken, kleine Spiele erstellen kann.[9]
- CS50's Understanding Technology – Deckt grundlegende Konzepte für Technologie, wie Computer Hardware, das Internet und Multimedia ab.[10]
- CS50's Einführung in die Informatik für Anwälte.[11]
- CS50's Einführung in die Informatik für Geschäftsleute.[12]
- CS50's Einführung in die Informationssicherheit – Beinhaltet Netzwerksicherheit und Verhinderungen von potenziellen Cyberattacken.[13]